# Catedral Nossa Senhora de Belém
Catedral Nossa Senhora de Belém, é uma igreja católica histórica localizada no município de Guarapuava, no estado do Paraná. Teve Padre Chagas como um grande nome, o qual também, é nome de umas das ruas centrais do município.

## Histórico[2]
A Paróquia e Catedral Nossa Senhora de Belém foi criada por Alvará Régio de sua Majestade Dom João VI, em 11 de novembro de 1818. Sua instituição  como Capela Curada deu-se em 1809.
Na Povoação Atalaia foi realizada a Primeira Missa, em 10 de junho de 1810.
Em 9 de dezembro de 1819 foi instalada a Freguesia de Nossa Senhora de Belém, pelo Tenente Antônio da Rocha Loures, sendo nomeado como seu Pároco e Vigário Colado, o Padre Francisco das Chagas Lima, integrante da Real Expedição e Conquista de Guarapuava. 
Sua história está intimamente ligada à história da cidade. Nos primórdios, as reuniões da Câmara Municipal eram realizadas no seu interior.
A Paróquia Nossa Senhora de Belém já pertenceu às dioceses de São Paulo, Curitiba e Ponta Grossa.
A Diocese de Guarapuava foi criada pela bula Christi Vices, do Papa Paulo VI, em 16 de dezembro de 1965 e instalada em 26 de junho de 1966. Foi então que a Paróquia Nossa Senhora de Belém passou a ser também a Catedral de Diocese de Guarapuava.
O exterior e o interior da igreja já sofreram inúmeras modificações. Atualmente, os espaços internos e externos passam por revitalização no intuito de preservar o patrimônio histórico, artístico e cultural, incluindo a restauração da pintura interna, conforme a original de 1941.

## A Nova Catedral[3]
No ano de 1997 iniciaram os debates para a construção da Nova Catedral Nossa Senhora de Belém. Já se tinha a consciência de que uma nova estrutura, para atender a demanda, era necessária. Com a administração do então pároco, Padre José de Paulo Bessa, se decidiu que a construção seria no mesmo terreno da Antiga Catedral.
Em 1998, foi realizado concurso para a escolha do projeto arquitetônico. O trabalho vencedor, foi do arquiteto Paulo Ernesto Siqueira Martins, com um conceito que representa o Espírito Santo, de asas abertas sobre a cidade de Guarapuava, sem ofuscar a beleza e importância histórica da Antiga Catedral. 

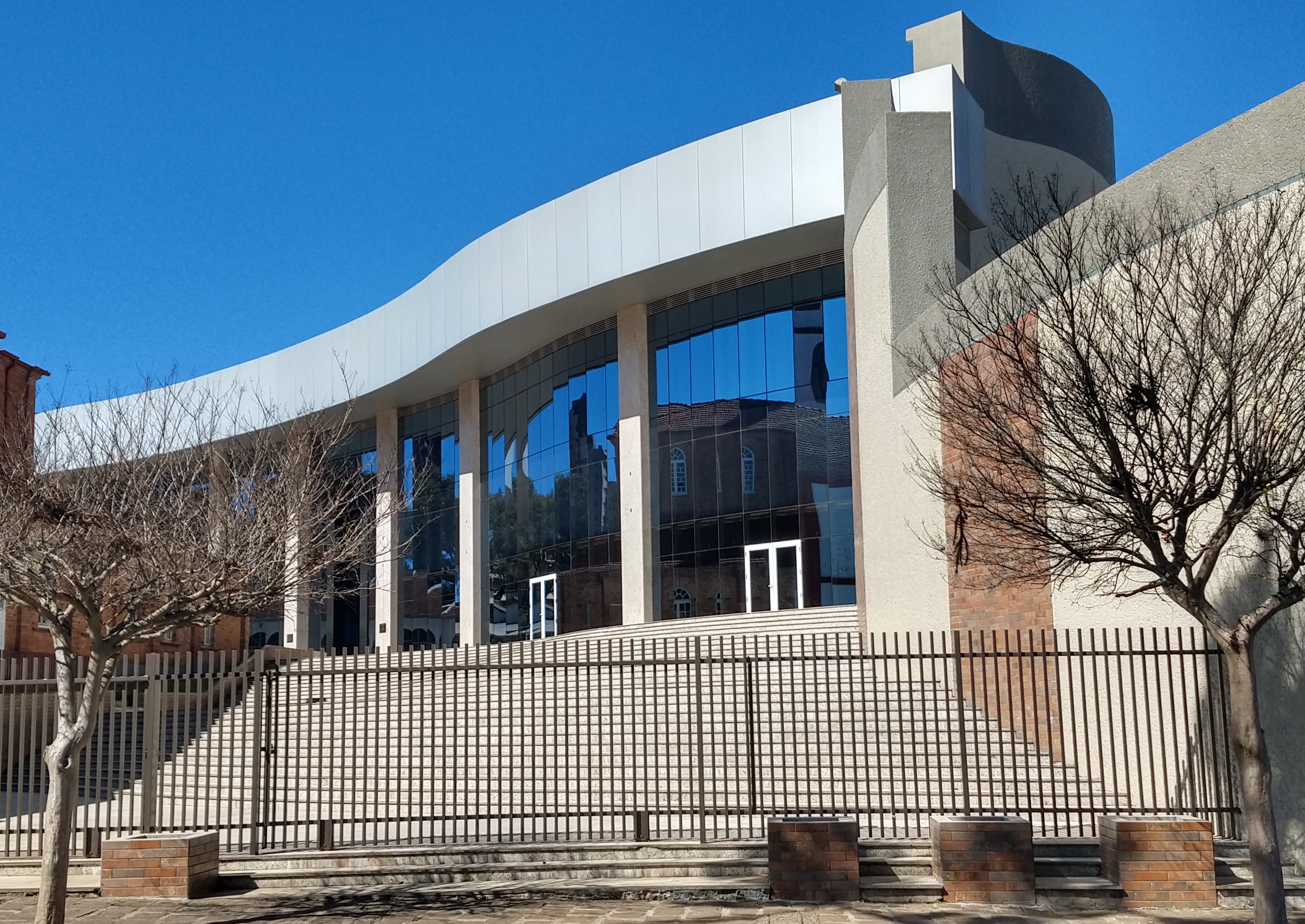
Nova Catedral, vista da Praça 9 de Dezembro

Na época da execução do projeto, houve boatos quanto a demolição ou danificação do prédio histórico da Antiga Catedral. A ideia de demolição foi prontamente negada e o estudo e trabalho técnico foram eficientes para evitar qualquer dano as estruturas. 